# 水谷優子
水谷優子（日语：／ Mizutani Yūko，1964年11月4日—2016年5月17日），日本女性配音員、演員、歌手、旁白。愛知縣海部郡出身（後轉居大阪府高槻市）。身高157cm。O型血。

## 生平
劇團青年座研究所出身。出道以來經歷劇團青年座、Production baobab，最終所屬青二Production。丈夫為動畫導演西久保瑞穗。大阪府立島本高等學校畢業。暱稱。
1985年以機器人題材電視動畫《機動戰士Z鋼彈》（飛行場播報員）出道。之後以相同作品登場的莎拉·薩比亞洛夫、《機器勇士》的麗娜·斯托爾及《星戰英豪》的阿普爾等機器人動畫的要角而獲得拔擢，同時自身的知名度也開始上升。1988年，首次飾演女主角的作品是女子網球題材電視動畫《網球甜心2》（岡浩美）。
1990年，長壽電視動畫《櫻桃小丸子》開播，水谷演主角櫻桃子的姊姊〈櫻咲子〉，成為她的配音代表作。
除了從事配音工作之外，另外曾經組成MIPPLE等其它聲優組合參加相關的活動。
1994年11月，水谷與動畫導演西久保瑞穗結婚。在結婚之前，曾在西久保執導的電視動畫《星戰英豪》和《天空戰記》中參演。
2011年9月，水谷從Production baobab離所，經歷自由身，2012年12月1日加入青二Production。
2016年5月17日，因乳癌在東京都的醫院去世，享年51歳。而她在2年前就已經接受乳癌切除手術得治療，但是在2016年4月22日完成《櫻桃小丸子》錄音工作（最後一次參加錄音是在第1053～1054話）的一個禮拜後身體狀況突然惡化必須住院。此外，其病名只有業界相關人士知情。訃報在《櫻桃小丸子》的日本官方網站公告之後，原作者櫻桃子也在自己的網誌發表追思文，不只如此，以前和水谷認識合作的業界人士，及粉絲都陸續在Twitter發文追思悼念。
同年5月28日，小說家赤堀悟宣佈與水谷2人一起搭檔主持超過10年的電台節目也在此劃下句點。
根據丈夫西久保的說法，妻子住院期間仍然帶著台詞本，表達她希望自己可以盡早出院繼續參加配音工作。可是事與願違，成為她的遺言。
同年7月3日，於青山殯儀館舉辦追思會『狀行會「見到妳真好」』，約有700人參加，在這之中，有從以前開始經常跟她共演的同行關俊彥、井上和彥及TARAKO等人一起參加。

## 特色
音質為：女高音。出道以來經常參演出崎統、赤堀悟作品的配音。這是因為，她的演技曾經獲得出崎高度的評價。從《網球甜心2》開始，只要是出崎執導的作品，會有很高的機率被分配到重要的角色。

## 人物
對本身演的角色相當投入，在錄音室進行錄音時因為經常移動身體而出現NG的情況，有時候曾經打到身旁等待錄音的同事。基於這個原因，有同事稱她為「動作聲優」。
尊敬的人是在《櫻桃小丸子》共演，baobab時期的前輩富山敬。

### 與參演作品之間的關係
水谷在演《機器勇士》女主角麗娜·斯托爾期間，於濱村淳主持的大阪放送當紅電台節目《Saturday Bachon》內的單元「新人優者」的選拔賽中獲得入選。
另外從《數碼寶貝大冒險》女主角武之內空以來，水谷在自己主持的電台節目《水谷優子的動畫偵探團II》表示，頻繁出演與主角搭檔的數碼寶貝而引發話題。
關於《怪醫黑傑克》。水谷說她從小看過《怪醫黑傑克》的漫畫，因此最喜歡的角色是自己演的作品女主角皮諾可。
關於赤堀悟的作品，她不只參加赤堀作品的配音，在電台節目跟搭檔赤堀2人也有很多話題可以聊。水谷死去之後，赤堀在最後一次主持的電台節目中為她舉辦追思會。

### 其它
最喜歡的動物是海豚，因此經常前往鯨豚水族館觀賞海豚的表演。
職棒中日龍的球迷，因此曾經幫中日龍錄製一首加油打氣的歌曲，並收錄在官方應援歌曲的CD裡。

## 繼任
在水谷逝世後，配音員接替角色如下：
| 繼任       | 角色名               | 概要作品               | 繼任初次擔當作品                   |
| ---------- | -------------------- | ---------------------- | ---------------------------------- |
| 豐真千子   | 櫻桃子的姊姊〈櫻子〉 | 《櫻桃小丸子》         | 《櫻桃小丸子》2016年6月5日播出集數 |
| 豐真千子   | 內田惠子             | 《櫻桃小丸子》         | 《櫻桃小丸子》                     |
| 豐真千子   | 若林                 | 《櫻桃小丸子》         | 《櫻桃小丸子》                     |
| 豐真千子   | 永澤的母親           | 《櫻桃小丸子》         | 《櫻桃小丸子》                     |
| 豐真千子   | 山根的母親           | 《櫻桃小丸子》         | 《櫻桃小丸子》                     |
| 豐真千子   | 加代的母親           | 《櫻桃小丸子》         | 《櫻桃小丸子》                     |
| 遠藤綾     | 米妮                 | 「迪士尼」             | 《迪士尼冰上表演》2016年公演       |
| 遠藤綾     | 卡利斯·羅迪拉斯      | 《機動新世紀鋼彈X》    | 《機動戰士鋼彈 極限VS.2》          |
| 遠藤綾     | 愛莉絲               | 《洛克人X》系列        | 《洛克人X DiVE》                   |
| 佐藤朱     | 副聲道、口述影像     | 《麵包超人》           | 《麵包超人》2016年7月15日播出集數  |
| 金月真美   | 秋葵妹妹             | 《麵包超人》           | 《麵包超人》2018年3月17日播出集數  |
| 富澤美智惠 | 九羅密美星           | 《天地無用！魎皇鬼》   | 《天地無用！魎皇鬼》第4期          |
| 高梁碧     | 索菲雅               | 《夢幻模擬戰III》      | 《夢幻模擬戰 Mobile》              |
| 土井美加   | 安琪拉·祖克柏        | 《飛越比佛利》         | 《飛越比佛利2019》                 |
| 三森鈴子   | 武之內空             | 《數碼寶貝大冒險》系列 | 《數碼寶貝大冒險tri.》             |
| 白石涼子   | 武之內空             | 《數碼寶貝大冒險》系列 | 《數碼寶貝大冒險：》               |

## 演出
粗體字表示主要角色。

### 電視動畫
1985年
- 機動戰士Z鋼彈（飛行場播報員、空中服務員、莎拉·薩比亞洛夫）
- 搞怪拍檔（保全、奶油辣妹）

1986年
- 機動戰士鋼彈ZZ（米莉·蒂爾達）
- 褞袍超人（最高優鬼）
- 機器勇士 克羅諾斯的大逆襲（麗娜·斯托爾）

1987年
- 星戰英豪（日语：赤い光弾ジリオン）（阿普爾）
- 超能力魔美（綠）
- 機甲戰記威龍（女性）
- 城市獵人（岩井善美）

1988年
- 極速悍將（日语：F (漫画)）（由紀）
- 魔神英雄傳（桃、柯諾美）
- Topo Gigio（日语：トッポ・ジージョ）（美美）
- 比利犬（日语：ビリ犬）（秋木洋子、美美）
- 麵包超人（星之子露露〈初代〉）
- 妙手小廚師（女店員A）

1989年
- 偶像英里子傳說（山口香織、凱薩琳、記者）
- 青色杜馬（日语：青いブリンク）（波倫、阿芙羅）
- 超能力魔美（女性）
- 烏龍少爺（日语：おぼっちゃまくん）（昌西）
- 麵包超人（可憐〈初代〉、〈初代〉）
- 天空戰記（吉祥天）
- 比利犬商會（秋木洋子、美美）
- 桃太郎傳說（輝夜姬〈第2代〉）
- 妙手小廚師（月子、絹子）
- 摔角軍團〈銀河篇〉聖戰士羅賓Jr.（日语：レスラー軍団〈銀河編〉 聖戦士ロビンJr.）（黃薔薇姬、查查星宮）

1990年
- 偶像天使陽子（星花京子）
- 美味大挑戰（大出公子）
- 超級劍豪傳（オツル）
- 功夫貓黨（美芝、伊津茂乃母、7號、2號）
- 櫻桃小丸子 (第1期)（姊姊〈櫻咲子〉、優子、女孩子、內田惠子、若林、永澤的母親 等）
- 海底兩萬哩（瑪麗、伊科莉娜）
- YAWARA！（安娜·提莉斯科娃）
- 勇者凱撒（森田久美子）

1991年
- 猜拳人（愛子）
- 少年阿貝（日语：少年アシベ）（南老師、天地真央的媽媽、菅雄的媽媽〈代替〉 等）
- 麵包超人（鳳梨妹妹〈初代〉）

1992年
- 踢向明天（日语：あしたへフリーキック）（艾麗莎·蒙迪諾）
- 宇宙騎士騎格武士利刃（相羽美雪／Tekkaman Rapier、諾亞爾的母親）
- 麵包超人（公主〈初代〉）
- 神采飛揚（戶川亞季）
- 幽遊白書（淚）

1994年
- 飛天少女豬（國分理香子）
- 機動武鬥傳G鋼彈（布萊克·喬克／托利斯·斯魯蓋雷夫）
- 蠟筆小新（白井好子）
- 白雪公主的傳說（日语：白雪姫の伝説）（梅姆露）
- 偶像小英雄（日语：超くせになりそう）（雪莉兒·梅爾維爾）
- 七海的堤可（雪莉兒·克莉絲汀娜·梅爾維爾）
- 霸王大系龍騎士（伊織）

1995年
- 愛天使傳說（靚魔怪）
- 恐龍島漂流記（日语：恐竜冒険記ジュラトリッパー）（公主）
- 櫻桃小丸子 (第2期)（姊姊〈櫻咲子／初代〉、少年時期的爸爸〈櫻宏志〉、伊藤弓子〈代替〉、内田惠子〈初代〉、若林〈初代〉、永澤的母親〈初代〉、山根的母親〈初代〉、加代的母親〈初代〉 等）
- 天地無用！（九羅密美星）
- 伊沙米大冒險（賈斯敏）
- 爆走獵人（休可拉·米絲）

1996年
- 酷妹當家（惠老師）
- 機動戰艦撫子號（阿庫亞·克里姆森）
- 機動新世紀鋼彈X（卡利斯·羅迪拉斯）
- 機械女神J（路克斯）
- 麵包超人（炸豬排飯公主）
- 企鵝掌門人（日语：バケツでごはん）（布拉吉）
- 魔法少女砂沙美（水谷美星）
- 勇者指令達古王（芹澤英里加）

1997年
- EAT-MAN（日语：EAT-MAN）（馬爾迪·加茨中佐）
- 妖精狩獵者II（南希·娜嘉）
- 學級王山崎（梅梅子老師、中本）
- 新·天地無用！（九羅密美星）
- 白鯨傳說（日语：白鯨伝説）（拉奇·拉克）
- 小豬萬萬歲（奶奶）
- 宇宙小毛球（プンプン）
- 浪客劍心（阿里）

1998年
- 白色十字架（托托）
- 吸血姬美夕（冷羽的母親）
- 金田一少年之事件簿（宗像五月）
- 影技（佛烏里）
- 機械女神J to X（路克斯）
- 麵包超人（秋葵妹妹〈初代〉）
- 轟天突擊隊（江口夏海）
- 粉紅色姊妹（日语：ももいろシスターズ）（大谷由香里）

1999年
- 妖精戰士II（庫庫魯·利爾·懷特）
- 迷糊女戰士（大宇宙的偉大意志）
- 數碼寶貝大冒險（武之內空、八神裕子、蝌蚪獸）
- 火魅子傳（日语：火魅子伝）（伊萬里）
- 炸彈人 彈珠人爆外傳V（日语：Bビーダマン爆外伝V）（凱利）

2000年
- 犬夜叉（蒼天）
- 機巧奇傳（亞歷山大）
- 數碼寶貝大冒險02（武之內空、八神裕子、琪巧斯的母親、大和與空的女兒）
- 手塚治蟲消失了!? 20世紀最後的怪事件（日语：手塚治虫が消えた!? 20世紀最後の怪事件）（皮諾可[15]）
- 六門天外（極稀並子、珍妮）
- 名偵探柯南（子門忍）

2001年
- 元氣五胞胎（森野木乃子）
- PaRappa the Rapper（日语：パラッパラッパー）
- 星之卡比（梅姆、瓦多度、梅貝爾、迷你卡爾波、黑暗布洛布）
- 地球防衛家族（江島淳子）

2002年
- 阿倍野橋魔法商店街（越智女士）
- 天地無用！GXP（九羅密美兔跳、九羅密美星、B子）
- 爆鬥宣言大鋼彈（布麗吉特）
- 冒險者（日语：冒険者 (テレビアニメ)）（碧翠絲）

2003年
- 星際少年隊（茅一美）
- L/R -Licensed by Royal-（日语：L/R -Licensed by Royal-）（琳達·裘布里克）
- 魔法少年賈修（姊姊）
- 灰姑娘男孩（日语：シンデレラボーイ）（凱伊）
- 怪醫黑傑克2小時特別篇 ～4個生命奇蹟～（皮諾可[16]）
- 魔法使的條件（幸子）

2004年
- 阿嘉莎·克莉絲蒂的名偵探白羅與瑪波（米甘）
- 怪醫黑傑克（皮諾可[17]）
- 遊戲王GX（薩拉〈守墓的暗殺者〉）

2005年
- 絕對正義VS外道少女隊（日语：あかほり外道アワーらぶげ）（凱洛琳）
- 怪傑佐羅利（斯諾）
- 雪之女王（克勞斯）

2006年
- 童話槍手小紅帽（說話的鳥）
- 女生愛女生（月並子）
- 絲綢之路少年（日语：シルクロード少年 ユート）（琳）
- 超級機器人大戰OG -Divine Wars-（日语：スーパーロボット大戦OG -ディバイン・ウォーズ-）（艾克瑟蓮·白朗寧）
- 妖逆門（多聞三志郎的母親）
- 怪醫黑傑克21（皮諾可[18]）
- 怪傑佐羅利（米露）

2007年
- Sketchbook ～full color's～（老奶奶）
- 羅比與克羅比（日语：ロビーとケロビー）（王妃、吉）

2008年
- RD 潛腦調查室（蒼井瑞穗）
- 致命紫羅蘭：編號044（日语：ウルトラヴァイオレット#テレビアニメ）（卡拉斯）
- 麵包超人（劇場版在電視播出時和聖誕節特別節目的副聲道解說）

2009年
- 可愛巧虎島（安特）

2010年
- 屍鬼（尾崎恭子、安森厚子）
- 超級機械人大戰OG -The Inspector-（艾克瑟蓮·白朗寧、雷蒙·白朗寧、雅爾菲彌）
- 青春CUP（老闆娘）

2011年
- A頻道（百木倫的母親）

2013年
- 探險托里蘭托 -千年真寶-（雷光魔導索菲亞）

2014年
- 愛·天地無用！（九羅密美星[19]）
- 相撲力士!! 松太郎（日语：のたり松太郎）（南令子[20]）
- 神奇寶貝XY（毛娜可）
- ONE PIECE “3D2Y” 跨越艾斯之死! 魯夫與夥伴的誓言（奈琴[21]）

2015年
- The Rolling Girls（鈴本文）

2016年
- 美少女戰士Crystal (第3期)（月野育子）

### 電影動畫
1988年
- 龍貓（龍子〈坐電動三輪車的女性〉）
- 哆啦A夢：大雄的平行西遊記（麟雷）

1989年
- 金星戰記（日语：ヴイナス戦記）（瑪奇／瑪戈·中本）

1990年
- 「EIJI」（日语：「エイジ」）（高杉真里奈）
- 櫻桃小丸子：友情歲月（日语：ちびまる子ちゃん (映画)）（姊姊〈櫻子〉）

1992年
- 櫻桃小丸子：我最喜歡的歌（姊姊〈櫻咲子〉）

1993年
- 藏青色的記憶 滿蒙開拓與少年們（日语：蒼い記憶 満蒙開拓と少年たち）（河村澄子）

1995年
- 蠟筆小新：雲黑齋的野心（雪乃）

1996年
- APO APO世界 巨人馬場90分鐘的單場勝負（日语：APO APOワールド ジャイアント馬場90分一本勝負）（素子）
- 天地無用！in LOVE（九羅密美星）
- 劇場版 怪醫黑傑克（皮諾可[22]）

1997年
- 天地無用！盛夏的聖誕夜（九羅密美星）

1999年
- 天地無用！in LOVE 2 遙遠的思念（九羅密美星）

2000年
- 數碼寶貝大冒險：我們的戰爭遊戲！（武之內空、八神裕子）
- 六門天外 ～傳說的火焰龍～（極稀並子）
- 數碼寶貝大冒險02 前篇：數碼獸颶風登陸!!／後篇：超絕進化!!黃金的數碼裝甲（武之內空）

2001年
- 數碼寶貝大冒險02：超惡魔獸的逆襲（武之內空、女孩子）
- 夏日追蹤（日语：いのちの地球 ダイオキシンの夏）（安娜）

2002年
- （植松喜久江[23]）

2003年
- 我的妹妹小桃子（日语：もも子、かえるの歌がきこえるよ。）（禮子〈文也的母親〉）

2004年
- DEAD LEAVES（日语：DEAD LEAVES）（卡拉狄加）
- 哆啦A夢：大雄的貓狗時空傳（阿答）

2005年
- 怪醫黑傑克：兩位神秘醫師（皮諾可[24]）

2006年
- 劇場版 動物之森（貝莉咪）

2008年
- 名偵探柯南：戰慄的樂譜（千草拉拉）

2010年
- 劇場版 夏娃的時間（向坂直子）
- 銀幕意呆利 Axis Powers Paint it, White／塗成白色吧！（珍妮絲）

2015年
- 櫻桃小丸子：來自義大利的少年（姊姊〈櫻咲子〉[25]）

### OVA
1986年
- GALL FORCE（日语：ガルフォース）（史皮亞）

1987年
- 高校AGENT（日语：ハイスクールAGENT）（里中）
- 魔境外傳雷帝烏斯（日语：魔境外伝レディウス）（尤塔／克拉迪諾娃·雷）

1988年
- 星戰英豪 歌姬夜曲（日语：赤い光弾ジリオン）（阿普爾）
- 宇宙家族卡爾賓（日语：宇宙家族カールビンソン）（貝爾加）
- 網球甜心2（岡廣美[26]）
- （桐生純）
- 莉娜劍狼傳說（日语：レイナ剣狼伝説）（莉娜·史托）
- 六神合體Godmars 十七歲的傳說（露露）

1989年
- 網球甜心 Final Stage（岡廣美[27]）
- ARIEL（岸田絢）
- 天使特警（芙瑞兒）
- Goddam（日语：ガッデム）（木之內桃子）
- 斬除寒月一凍惡靈 神州魑魅變異聞（日语：寒月一凍悪霊斬り 神州魑魅変異聞）（武田香織）
- 強殖裝甲加爾巴（瀨川瑞紀）
- 風魔小次郎（北條姬子）
- 妖魔（日语：妖魔 (漫画)）（琴音）

1990年
- 押忍!! 空手部（日语：押忍!!空手部）（五月惠）
- 戰國武將列傳 爆風童子必殺人（日语：戦国武将列伝 爆風童子ヒッサツマン）（帕芝）
- B·B（日语：B・B）
- Lightning Trap 莉娜&萊卡（日语：レイナ剣狼伝説）（遙麗奈）

1991年
- The 學園超女隊（日语：ザ・学園超女隊）（由美）
- 3×3 EYES（淺井夏子）
- 龍騎士（日语：ドラゴンナイト）（露娜）
- 星屑樂園（日语：星くずパラダイス）（伊集院艾莉絲）
- 魔宮戰場2（日语：魔宮戦場）（彩·羅斯）

1992年
- 愛物語 9 LOVE STORIES（日语：愛物語）
- 永遠的法蓮娜（日语：永遠のフィレーナ）（里拉）
- 幻想敘譚艾爾西亞（日语：幻想叙譚エルシア）（莎菈）
- KO世紀三獸士（V·瓊恩）
- 天地無用！魎皇鬼 (第1期)（九羅密美星）
- 放學後的Tinker Bell（日语：放課後シリーズ）（渡邊美佐子）

1993年
- 偶像防衛隊（中條仁美）
- 砂之薔薇 雪地默示錄（日语：砂の薔薇）（鈴〈鈴龍姬〉）
- 怪醫黑傑克（皮諾可）
- 魔法公主 明琪桃子 IN 跨越夢想之橋（日语：魔法のプリンセス ミンキーモモ）（花店的女孩）
- 流星機學生霸（日语：流星機ガクセイバー）（安藤新菜）

1994年
- 電腦少女Compiler FESTA（日语：Compiler）（艾森普菈）
- 天地無用！魎皇鬼 (第2期)（九羅密美星）
- 亂馬½（胡桃）

1995年
- 銀河大小姐傳說優奈 ～哀傷的賽雷茵～（日语：銀河お嬢様伝説ユナ）（米拉桔公主）
- 黃金小子（〈女〉）
- 機械女神R（凱妮）
- 魔法少女砂沙美（水谷美星）

1996年
- 元祖 爆走獵人（休可拉·米絲）
- 銀河大小姐傳說優奈 ～深暗的仙女～（米拉桔公主）
- （直美）

1997年
- 永久家族（日语：永久家族）（亞希子）
- 激鋼牙3 熱血大決戰!!（亞克亞瑪琳）
- 機械女神J again（路克斯）
- 超光速Grandoll（日语：超光速グランドール）（天樹美紀）

1999年
- 萬有引力（新堂真衣子）

2000年
- 怪醫黑傑克 從天而降的孩子（皮諾可[28]）

2003年
- 西部曠野天使（海倫·威爾曼）
- 天地無用！魎皇鬼 (第3期)（九羅密美星、九羅密美兔跳）

2005年
- 超級機械人大戰ORIGINAL GENERATION THE ANIMATION（艾克瑟蓮·白朗寧）

2011年
- 怪醫黑傑克FINAL（皮諾可[29]）

2012年
- A頻道+smile（百木倫的母親）

### 網路動畫
- 夏娃的時間（2008年，向坂直子）
- 美少女戰士Crystal（2014年，月野育子[30]）
- NINJA SLAYER from ANIMATION（2015年，吹雪·納哈塔[31]）

### 遊戲
1990年
- 雀偵物語2 宇宙偵探帝凡 出動篇（瑪莉）

1991年
- 伍德斯托克星球 時尚的恐怖樂團（日语：惑星ウッドストック ファンキーホラーバンド）（艾莉斯）

1992年
- 雀偵物語2 宇宙偵探帝凡 完結篇（瑪莉）
- Rise of the Dragon（日语：ライズ・オブ・ザ・ドラゴン）（帕梅拉·利頓）

1993年
- 雀偵物語3（艾莉絲）
- 海底兩萬哩 ～Inherit the Bluewater～（瑪莉、伊萊翠[注 3]）
- Flash Hiders（日语：フラッシュハイダース）（哈曼·戴艾倫）
- Moonlight Lady（日语：ムーンライトレディ）（姬神麗子／月光淑女·美奈瓦）

1994年
- 美少女雀士II（日语：アイドル雀士スーチーパイ）（槙枝早苗）
- 水晶里納爾 -逢魔迷宮-（日语：クリスタルリナール -逢魔の迷宮-）（法齊爾·埃穆魯）
- KO世紀三獸士 ～蓋亞復活 完結篇～（V·喬恩）
- 魔法氣泡CD（半龍人女）
- 聖戰士傳承·雀卓騎士（日语：聖戦士伝承・雀卓の騎士）（奧利維·毛）

1995年
- 美少女雀士 Special（北山麻里奈）
- 美少女雀士 Limited（北山麻里奈）
- 美少女雀士 Remix（北山麻里奈）
- 歌舞伎 一刀涼談（日语：カブキ一刀涼談）（阿國）
- 銀河大小姐傳說優奈2 永遠的公主（日语：銀河お嬢様伝説ユナ）（幻影公主）
- 櫻桃小丸子的繪圖日記世界（姊姊〈櫻咲子〉）
- 櫻桃小丸子的對戰方塊（姊姊〈櫻咲子〉）
- 同級生（田町弘美）

1996年
- 美少女雀士II Limited（槙枝早苗）
- 銀河少女傳說FX 哀傷的賽雷茵（Mirage公主）
- （瑪倫）
- 櫻桃小丸子 豪華益智問答（姊姊〈櫻咲子〉）
- DE·JA（食玩子〈本多美美子〉）
- 魔法氣泡CD通（德拉可坎塔蘿絲）
- 夢幻模擬戰3（日语：ラングリッサーIII）（索菲雅）
- 春風戰隊V Force（日语：はるかぜ戦隊Vフォース）

1997年
- EVE burst error（日语：EVE burst error）（普琳）
- 銀河少女傳說3 LIGHTNING ANGEL（Mirage公主）
- 側影幻像（佐法爾SP）
- 超級機器人大戰F（瑟斯汀·查夫勞斯）
- 仙窟活龍大戰（日语：仙窟活龍大戦カオスシード）（林玲蘭、廣播、窟子仙）
- 熱情花招（日语：ホットギミック (ゲーム)）（鈴木初音）
- BULK SLASH（日语：バルクスラッシュ）（可倫·史泰納）
- 魔法少女砂沙美 恐怖的身體檢察！核子爆炸前5秒!!（美星）
- 洛克人X4（愛麗絲）

1998年
- 美少女雀士發行5週年紀念限定版（槙枝早苗）
- EVE The Lost One（日语：EVE The Lost One）（普莉西亞）
- 火星物語（日语：火星物語）（藍色之風）
- 機動戰艦撫子號 The blank of 3years（拉畢歐·帕特瑞塔）
- 銀河少女傳說 FINAL EDITION（Mirage公主）
- 新世紀福音戰士 EVA和愉快的夥伴們（日语：新世紀エヴァンゲリオン エヴァと愉快な仲間たち）（瑪莉）
- （槙枝早苗）
- 超級機器人大戰F完結篇（瑟斯汀·查夫勞斯）
- 仙窟活龍大戰（日语：仙窟活龍大戦カオスシード）（林玲蘭）
- 速攻學生會（日语：速攻生徒会）（榊原優子）
- 雙面嬌娃（篠原遙）
- 聖龍戰記II（楓）
- 魔法少女砂砂美 （美星）
- 純愛騎士（日语：みつめてナイト）（蘇·葛拉夫頓）
- YAKATA NIGHTMARE PROJECT（日语：YAKATA NIGHTMARE PROJECT）（川口美留子）

1999年
- SD鋼彈 G世代-ZERO（莎拉·薩比亞洛夫）
- 超級機器人大戰完全版（莎拉·薩比亞洛夫）
- High School of Blitz
- 火魅子傳 ～戀解～（日语：火魅子伝 〜恋解〜）（伊萬里）
- FRIENDS ～閃耀的青春～（日语：同窓会 (ゲーム)#同窓会 -Yesterday Once More-）（狩野真琴）
- （正義、女祭司）
- （黛娜）

2000年
- SD鋼彈 G世代-F（莎拉·薩比亞洛夫、黑色鬼牌、卡利斯·羅迪拉斯、導航）
- 超級機器人大戰α（莎拉·薩比亞洛夫、米莉·蒂爾達）

2001年
- SD鋼彈 G世代-F.I.F（莎拉·薩比亞洛夫、黑色鬼牌、卡利斯·羅迪拉斯、導航）
- 光明騎士2（日语：グローランサーII）（凱倫·朗格里）
- 超級機器人大戰α外傳（卡利斯·羅迪拉斯）
- 月之翼 ～超越時空的聖戰～（日语：ルナ・ウイング 〜時を越えた聖戦〜）（蒂洛爾）

2002年
- SD鋼彈 G世代-DA（卡利斯·羅迪拉斯）
- SD鋼彈 G世代 NEO（莎拉·薩比亞洛夫、崔許·班奈特）
- 王國之心（米妮王妃）
- 冒險奇譚X（日语：グランディア エクストリーム）（卡曼茵）
- 超級機器人大戰IMPACT（日语：スーパーロボット大戦IMPACT）（艾克瑟蓮·白朗寧、雅爾菲彌、麗娜·斯托爾）
- 愛神餐館（日语：ビストロ・きゅーぴっと）（拉姆·泰爾）

2003年
- 機動戰士Z 鋼彈幽谷vs.迪坦斯（日语：機動戦士Ζガンダム エゥーゴvs.ティターンズ）（莎拉·薩比亞洛夫）
- SNOW（佐伯鶇）

2004年
- SD鋼彈 G世代 SEED（莎拉·薩比亞洛夫、崔許·班奈特）
- 超級機器人大戰MX（麗娜·斯托爾）
- 重生傳奇（米莉茲）

2005年
- 王國之心II（米妮王妃）
- 超級機器人大戰MX PORTABLE（麗娜·斯托爾）
- NAMCO x CAPCOM（鳶多代、片那）
- 海底兩萬哩 ～Inherit the Bluewater～（瑪莉）

2006年
- SD鋼彈 G世代 PORTABLE（莎拉·薩比亞洛夫、卡利斯·羅迪拉斯）
- 女生愛女生 「初夏物語。」（月並子）
- 遊☆戲☆王 怪獸之決鬥GX 雙重戰力（日语：遊☆戯☆王デュエルモンスターズGX タッグフォース）（莎拉）

2007年
- SD鋼彈 G世代 SPIRITS（娜芙）
- 超級機器人大戰OG ORIGINAL GENERATIONS（艾克瑟蓮·白朗寧、雅爾菲彌、雷蒙·白朗寧）
- 超級機器人大戰OG外傳（艾克瑟蓮·白朗寧、雅爾菲彌、雷蒙·白朗寧）
- 遊☆戲☆王 怪獸之決鬥GX 雙重戰力2（日语：遊☆戯☆王デュエルモンスターズGX タッグフォース2）（莎拉）

2008年
- 超級機器人大戰A PORTABLE（蕾蒙・白朗寧）
- 超級機器人大戰Z（卡利斯·羅迪拉斯）
- 遊☆戲☆王 怪獸之決鬥GX 雙重戰力3（日语：遊☆戯☆王デュエルモンスターズGX タッグフォース3）（莎拉）

2009年
- SD鋼彈 G世代 WARS（卡利斯·羅迪拉斯）
- 櫻桃小丸子DS 小丸子的市鎮（姊姊〈櫻咲子〉）

2010年
- 王國之心 夢中降生（米妮王妃）
- 無限邊疆EXCEED 超級機器人大戰OG傳奇（日语：無限のフロンティアEXCEED スーパーロボット大戦OGサーガ）（雅爾菲彌、片那、百夜）

2011年
- SD鋼彈 G世代 WORLD（卡利斯·羅迪拉斯）
- Kinect 迪士尼大冒險（日语：Kinect: ディズニーランド・アドベンチャーズ）（米妮）
- 數碼寶貝合體戰爭 超數碼大戰（日语：デジモンクロスウォーズ　超デジカ大戦）（武之內空）

2012年
- SD鋼彈 G世代 OVER WORLD（卡利斯·羅迪拉斯）
- 王國之心 3D ［夢降深處］（米妮王妃）
- 第2次超級機器人大戰OG（艾克瑟蓮·白朗寧、雅爾菲彌、瑟斯汀·查夫勞斯）
- PROJECT X ZONE（愛麗絲[32]、片那、亞片那、白夜·改）

2013年
- 超級機器人大戰OG INFINITE BATTLE（日语：スーパーロボット大戦OG INFINITE BATTLE）（艾克瑟蓮·白朗寧[33]）
- 數碼寶貝大冒險（武之內空[34]）

2015年
- PROJECT X ZONE 2：BRAVE NEW WORLD（日语：PROJECT X ZONE 2:BRAVE NEW WORLD）（片那、亞片那、白夜·改）

2016年
- EVE burst error R（普琳）
- 超級機器人大戰OG THE MOON DWELLERS（艾克瑟蓮·白朗寧、雅爾菲彌）

2017年
- 超級機器人大戰X-Ω（日语：スーパーロボット大戦X-Ω）（艾克瑟蓮·白朗寧）[注 4]

### 廣播劇CD
- 艾瑞莎 ～魔法人形的鎮魂曲～（日语：アレサ）（艾露娜）
- 精靈使（日语：精霊使い）（齡見右）
- 天空戰記
  - 天空戰記 Soul Lovers Only！
  - 天空戰記 八部衆 THE WORLD
- 快傑蒸氣偵探團（周鈴鈴）
- 荒野英雄傳說（日语：ガンドライバー#CD文庫）（露比）
- 電腦少女Compiler（日语：Compiler）
  - 漫畫形象 康普拉
  - 漫畫形象 艾森普菈
  - 漫畫形象 茵塔普莉塔
- 思春期未滿（口飛鳥）
- 超級機器人大戰OG THE SOUND CINEMA（艾克瑟蓮·白朗寧）
- 超級機器人大戰OG -The Inspector- 廣播劇CD vol.2（艾克瑟蓮·白朗寧、雅爾菲彌、蕾蒙·白朗寧）
- 超級機器人大戰OG×無限邊疆 特別廣播劇&原聲帶Disc（日语：無限のフロンティアEXCEED スーパーロボット大戦OGサーガ）（蕾夢·白朗寧）
- 創龍傳（鳥羽茉理）
- 真假茱莉葉（野村鶇）
- 電腦少女歌劇團（日语：Compiler）（艾森普菈）
- 勇者鬥惡龍 羅德的紋章（露娜弗雷兒）
- 龍騎士（露娜）
- 惡靈古堡2（艾達·王）
- High school aura buster（日语：ハイスクール・オーラバスター）『無法跳出美麗舞蹈的天使』（神原亞衣）
- 爆走獵人系列
- 星屑樂園（日语：星くずパラダイス）（伊集院艾莉絲）
- 星屑樂園2 ～寶船歌謠大全～（伊集院艾莉絲）
- 無限邊疆EXCEED×超級機器人大戰OG傳奇 特別廣播劇CD「無限的扉繪」（日语：無限のフロンティアEXCEED スーパーロボット大戦OGサーガ）（雅爾菲彌、艾克瑟蓮·白朗寧）
- 鐵拳對鋼拳（今井和美）
- Tonbi！Generation 形象專輯（幕田柊子）
- 超級機器人大戰OG THE MOON DWELLERS（艾克瑟蓮·白朗寧）

### 外語配音

#### 演員
梅格·瑞安
- 死亡漩渦（英语：D.O.A. (1988 film)）（Sydney Fuller）※VHS版。
- 西雅圖夜未眠（Annie Reed）※富士電視台版。
- 電子情書（Kathleen "Shopgirl" Kelly）※富士電視台版。

莎拉·蜜雪兒·吉蘭
- 吸血鬼獵人巴菲（Buffy Anne Summers）
- 不死咒怨（Karen Davis）
  - 不死咒怨2（Karen Davis）
- 錯位佔據（英语：Possession）（Jess）
- 南方傳奇（Krysta Now）

#### 電影
- 不要傷害我的小孩（英语：...First Do No Harm）（Lynne Reimuller〈Mairon Bennett〉）
- 八百萬種死法（Sunny〈Alexandra Paul〉）
- 48小時（英语：48 Hrs.） ※朝日電視台版。
- 倩女幽魂II：人間道（傳月池〈李嘉欣〉）※東京電視台版。
- 西遊記第壹佰零壹回之月光寶盒（盤絲大仙〈朱茵〉）
- 步步登天（英语：All the Right Moves (film)）（Tracy〈Paige Price〉）※日本電視台版。
- 半夜鬼上床（Christina “Tina” Gray〈Amanda Wyss〉）※富士電視台版。
- 飛鷹計劃（艾爾莎〈艾娃·可保·德·加西亞〉）※富士電視台版。
- 魔誡英豪（Sheila〈Embeth Davidtz〉）
- 外星人入侵（英语：The Arrival）（Char〈Teri Polo〉）※朝日電視台版。
- Back Fire！（日语：バックファイヤー!）（Jessica Luvintryst〈Kathy Ireland〉）
- 聖誕壞公公（英语：Bad Santa）（Sue〈Lauren Graham〉）
- 海神號救難記（英语：Beyond the Poseidon Adventure）（Theresa Mazzetti〈Angela Cartwright〉）
- 花心大少闖情關（英语：Boomerang (1992 film)）（Angela Lewis〈荷莉·貝瑞〉）※富士電視台版。
- 驚世狂花（維麗特〈珍妮佛·提莉〉）※影碟版。
- 玫瑰兄弟情（英语：The Brotherhood of the Rose）（Erika Bernstein〈Connie Sellecca〉）※東京電視台版。
- 神采飛揚（英语：Career Opportunities (film)）（Josie McClellan〈珍妮佛·康納莉〉）
- 越戰創傷（英语：Casualties of War）（Oahn）※富士電視台版。
- 挑戰者（英语：The Challengers (film)）（Jenny Blair〈Sarah Sawatsky〉）
- 巔峰戰士（英语：Cliffhanger (film)）（Sarah〈Michelle Joyner〉）※富士電視台版。
- 夜色（英语：Color of Night）（Sondra Dorio〈Lesley Ann Warren〉）※東京電視台版。
- 天雷地火（Haley、幼年時期的Haley）※VHS版。
- 滯留之死（英语：Detention of the Dead）（Andrea〈維吉妮婭·馬德森〉）※富士電視台版。
- 滑頭紳士闖通關（英语：The Distinguished Gentleman）（西莉亞·柯比〈維多莉亞·洛威爾（英语：Victoria Rowell）〉）※富士電視台版。
- 好萊塢醫生（英语：Doc Hollywood）（Vialula "Lou"〈Julie Warner〉）※富士電視台版。
- 完美家庭（英语：Doing Time on Maple Drive）（Allison〈洛莉·路格林〉）
- 怪傑變錯身（英语：Dr. Jekyll and Ms. Hyde）（Sarah Carver〈Lysette Anthony〉）※富士電視台版。
- 新咆哮山莊（英语：Emily Brontë's Wuthering Heights）（Isabella Linton〈Sophie Ward〉）
- 聖誕驚魂夜（英语：Ernest Saves Christmas）（Harmony Starr／Pamela Trenton〈Noelle Parker 飾演〉）
- 洛杉磯大逃亡（Taslima〈薇拉莉·葛琳諾〉）※富士電視台版。
- 大家都說我愛你（英语：Everybody Says I Love You）（Skylar Dandridge〈茱兒·芭莉摩〉）
- 驅魔道長
- 閣樓裡的花（英语：Flowers in the Attic (1987 film)）（凱茜·多蘭格〈克里斯蒂·斯旺森〉）
- 極速驚魂2：詭娃招供（英语：Freeway II: Confessions of a Trickbaby）（White Girl〈娜塔莎·雷昂〉）
- 十三號星期五8（英语：Friday the 13th Part VIII: Jason Takes Manhattan）（Renee〈Jensen Daggett〉）※富士電視台版。
- 魔鬼女大兵（Blondell〈Lucinda Jenney〉）※富士電視台版。
- 來自明天的女孩（英语：The Girl from Tomorrow）（Alana〈Katharine Cullen〉）※富士電視台版。
- 橫掃千軍（英语：The Golden Child）（Kee Nang〈Charlotte Lewis〉）※朝日電視台版。
- 挑戰者3：地獄魔神（英语：Highlander III: The Sorcerer）（亞歷山德拉·約翰遜〈黛博拉·卡拉·安格〉）※影碟版。
- 透明人（莎拉·甘迺迪〈金·狄更斯（英语：Kim Dickens）〉）※朝日電視台版。
- 小鬼當家（希瑟·麥卡利斯特〈克莉絲汀·明特（英语：Kristin Minter）〉）※富士電視台版[注 5]。
- 小鬼當家2（特蕾西·麥卡利斯特〈森塔·摩西（英语：Senta Moses）〉）※富士電視台版。
- 夜訪吸血鬼（Yvette〈譚蒂·紐頓〉）※富士電視台版。
- Intimate Terror：Angel of Death（日语：地獄のプリズナー/狙われた美人教師）（Josh〈Brian Bonsall〉）※東京電視台版。
- 鐵鷹戰士（英语：Iron Eagle）（艾米〈凱西·華格納〉）※TBS版。
- 少年黃飛鴻之鐵馬騮（賀小蘭〈王靜瑩〉）※VHS版。
- 逃出魔幻紀（茱迪·夏波德〈克斯汀·鄧斯特〉）※富士電視台版[注 6]。
- 唯我獨尊（英语：Kickboxer (1989 film)）（Mylee〈Rochelle Ashana〉）
- 金剛 (1976年電影)（Dwan〈潔西卡·蘭芝〉）※日本電視台版。
- 死亡之吻（英语：Kiss of Death (1995 film)）（Rosie Kilmartin〈Kathryn Erbe〉）
- 迎頭痛擊（Karen Lee〈Lela Rochon〉）※影碟版。
- 最後魔鬼英雄（英语：Last Action Hero）（惠特尼·斯萊特〈布莉姬·威爾森（英语：Bridgette Wilson）〉）※富士電視台版[注 6]。
- 終極尖兵（英语：The Last Boy Scout）（科瑞〈荷莉·貝瑞〉）※富士電視台版。
- 耍酷一族（布蘭迪·史衛寧〈克萊兒·馥蘭妮〉）
- 猛虎出山（英语：Malone (film)）（喬·巴洛〈辛西雅·吉布（英语：Cynthia Gibb）〉）※東京電視台版。
- 魔宮帝國（英语：Mortal Kombat (film)） ※影碟版。
- 101次新年快樂（Mindy〈艾莉莎·米蘭諾〉）
- 舞警情缘（英语：Off Beat (1986 film)）（Rachel Wareham〈Meg Tilly〉）※東京電視台版。
- 親情無價（Jules〈Lauren Graham〉）
- 蒼白騎士（英语：Pale Rider）（Megan Wheeler〈Sydney Penny〉）
- 頑皮豹之神偷魅影（英语：The Pink Panther (1963 film)）（Dala王女〈克勞蒂亞·卡蒂納〉）※東京電視台版[注 7]。
- 禁忌驚魂夜（英语：Poison Ivy: The New Seduction）（Violet〈Jaime Pressly〉）※影碟版。
- 超異能快感（英语：Practical Magic）（凱莉·歐文斯〈伊雯·瑞秋·伍德〉）
- 意外的人生（英语：Regarding Henry）（Linda〈Rebecca Miller〉）
- 垂簾聽政（毅皇后）
- 芝加哥打鬼2（露西·威爾遜〈瑪莎·迪特萊恩·班奈特（英语：Marsha Dietlein Bennett）〉）
- 阿珠與阿花（英语：Romy and Michele's High School Reunion）（克里斯蒂·馬斯特斯〈朱麗婭·坎貝爾（英语：Julia Campbell）〉）
- 紅番區（南西〈葉芳華〉）※富士電視台版。
- 叔比狗2：怪獸偷跑（希瑟·賈斯珀-豪〈艾莉西亞·席薇史東〉）
- 霹靂五號2（英语：Short Circuit 2）（珊迪·巴納托尼〈辛西雅·吉布（英语：Cynthia Gibb）〉）※日本電視台版。
- 枕邊不細語（英语：Sibling Rivalry (film)）（珍妮〈傑米·格爾茲（英语：Jami Gertz）〉）
- 雙面女郎（英语：Single White Female）（海德拉·“海蒂”·卡爾森／艾倫·貝施〈珍妮佛·傑森·李〉）※影碟版。
- 豪情四兄弟（卡羅爾·馬丁內斯〈蜜妮·卓芙〉）※富士電視台版。
- 第七幻象（英语：Sometimes They Come Back (film)）（凱特〈泰西亞·瓦倫查（英语：Tasia Valenza）〉）※東京電視台版。
- 散彈露露（奧黛莉·“露露”·漢克爾〈梅拉尼·格里菲思〉）※東京電視台版。
- 星際之門（接線員）※富士電視台版。
- 母子威龍（英语：Stop! or My Mom will Shoot） ※富士電視台版。
- T-Force（英语：T-Force (film)）（酒吧女服務生（英语：Cocktail waitress）〈羅切爾·斯旺森〉）※影碟版。
- 終極殺陣（莉莉·寶丁諾〈瑪莉安·歌迪雅〉）※富士電視台版。
  - 終極殺陣3（英语：Taxi 3）（莉莉·寶丁諾〈瑪莉安·歌迪雅〉）※富士電視台版。
- 三個奶爸一個娃（英语：Three Men and a Baby）（莎莉〈芭芭拉·巴德（英语：Barbara Budd）〉）※富士電視台版。
- 黑心鬼（圍棋小姐〈吳君如〉）
- 魔鬼大帝：真實謊言（達娜·塔斯克〈伊麗莎·杜什庫〉）※富士電視台版。
- 我吸我吸我吸吸吸（英语：Vampire in Brooklyn）（莉塔·韋德〈安琪拉·貝瑟〉）※富士電視台版。
- 女侍情緣（道恩〈艾德琳妮·雪莉（英语：Adrienne Shelly）〉）
- 巫婆（英语：The Witches (1990 film)）（蘇珊·歐文〈簡·霍羅克斯〉）
- 幽靈賽車手（英语：The Wraith） ※朝日電視台版。

#### 電視影集
- 家有阿福（漢娜）
- 飛越比佛利（Andrea Zuckerman〈Gabrielle Carteris〉）
- 聖女魔咒（幼少時期的Prue Halliwell）
- CSI犯罪現場：邁阿密 (第2季)
- 恐龍家族（英语：Dinosaurs (TV series)）（溫蒂）
- 閃電俠 (1990年電視影集)（Terri Kronenberg〈Lisa Darr〉）※日本電視台版。
- 尼基塔女郎（英语：La Femme Nikita）（Carla）
- 今夜布偶秀（英语：Muppets Tonight）（珊卓·布拉克[注 8]）
- 紐約重案組（英语：NYPD Blue）（Robin Wirkus〈Debrah Farentino〉）
- 紅矮星號（Nirvana Crane〈Jane Horrocks〉）
- 倫敦女狼人（英语：She-Wolf of London）（Randi Wallace〈Kate Hodge〉）
- 星際之門：SG-1（Hathor）
- 德州騎警（英语：Walker, Texas Ranger）（Alex Cahill〈Sheree J. Wilson〉）
- 威爾與格蕾絲（艾琳）

#### 動畫
- 小狗波圖（英语：Balto (film)）（Rosy）
- 查理布朗與史努比 (1990年版)（Pig Pen、Violet）
- 嗨嗨帕妃亞美由美（Julie）
- 摩登大聖（Peggy Brandt）
- 落跑雞大冒險（英语：Rock-a-Doodle）（Goldie〈Ellen Greene〉）
- 忍者龜 (1987年東京電視台版)（Marsha）※東和視頻版。
- 迷你樂一通（Sweetie〈Candi Milo〉）
- 華特迪士尼作品（Minnie Mouse〈初代〉）※BVHE版
  - 迪士尼米老鼠群星會（英语：Disney's House of Mouse）（Minnie Mouse、Mrs. Turtle、Mrs. Packard）

### 電視劇
- 女性同盟國（日语：アリエスの乙女たち）
- 橫溝正史特別篇 死面具[35][36]
- 世界奇妙物語20週年紀念春季特別篇 ～人氣節目競演篇～「與小丸子相遇的城鎮」（姊姊〈櫻咲子〉的聲音）

### 廣播節目
- NG騎士檸檬汽水&40EX2 晃蕩銀河帝國大混戰！（日语：NG騎士ラムネ&40EX2 ユラユラ銀河帝国大混戦!）（蘋果·茶）
- 水谷優子的動畫偵探團II（日语：水谷優子のアニメ探偵団II）（初期名稱為『動畫偵探團』）
- 系列[注 9]
  - SAY YOU！
  - 一生[注 10]

### CD
- 荒野英雄傳說（日语：ガンドライバー#CD文庫）（露比）
- －並在同一張CD收錄的另一首歌曲擔任主唱。
- APPALE
- YOUMIX
- VIBIT
- Under the Rose（日语：Under the Rose）
- purring
- 計程車快一點－與山本正之（日语：山本正之）對唱的歌曲。
- 危險的星期六－OVA『DELUXE ARIEL接觸篇 THE BEGINNING』的ED主題歌。由水谷優子、富澤美智惠、林原惠共3人演唱糖果合唱團原唱的同名歌曲。
- 數碼寶貝大冒險02 最好的夥伴 (6) 武之內空 & 比丘獸
- 星屑樂園（日语：星くずパラダイス） STAR DUST MEMORY SERIES 3 （伊集院艾莉絲）
- V Jump-ranet 史上最大的歌合戰（伊麗莎白真木）

### 廣告、其它
- 電視冠軍  （旁白〈艾克瑟蓮·白朗寧的聲音〉）
- animate卡式錄音帶精選輯（日语：アニメイトカセットコレクション） 娜迪亞最終變成這樣（瑪麗·恩·卡爾斯巴古、伊科莉娜·艾奇諾）
- 井關農機（日语：井関農機）聯合收割機  （1999年，同公司的吉祥物角色〈第2代〉的配音）
- 井關農機  （2005年，同上）
- 有限公司（稻葉詩織）
- BS富士節目宣傳旁白
- 週六特集（日语：土曜スペシャル (テレビ東京)）（東京電視台）旁白
- 金曜ROAD SHOW！（日语：金曜ロードSHOW!） 2013年夏季吉卜力特集，之後至去世為止不定期擔任副聲道解說（i-Partner）。
- Let's天才電視小組（けにまぬがあ）
- 東京迪士尼度假區（米妮）
- 冰上迪斯尼（日语：ディズニーオンアイス）（米妮）
- 迪士尼LIVE（米妮）

## 著書
- Cobalt文庫（集英社）
  - 《聲優灰姑娘》（插圖：北川美幸） ISBN 4-08-611855-6
  - 《聲優灰姑娘 ～出道篇～》（插圖：北川美幸） ISBN 4-08-614023-3
  - 《聲優灰姑娘 ～完結篇～》（插圖：北川美幸） ISBN 4-08-614085-3
- MediaWorks（角川集團）
  -  ISBN 4-07-303491-X

## 雜誌
- 三木浩也編《AnimeV（日语：アニメV）》1992年6月號，學習研究社。
- 「水谷優子」《角色聲音精選 女性篇》，角川書店，1994年12月。
- Vol.1，白夜書房（日语：白夜書房），1995年8月。
- Vol.2，白夜書房，1995年11月。
- 《Aniradi Grand Prix（日语：アニラジグランプリ）》第3號，主婦之友社（日语：主婦の友社），1996年5月。
- 上崎洋一（日语：上崎洋一）著《MPEG SPECIAL》Vol.3，ASCII，1996年12月。

## VHS、DVD、BD
1994年
- Sing along song 迪士尼音樂劇世界 Vol.9 (VHS)（米妮的聲音）

1998年
- 東京迪士尼樂園 音樂劇巡迴 (VHS)（米妮的聲音）※2005年9月21日重新發行DVD。

1999年
- 東京迪士尼樂園 15週年特輯/米奇帶你看一切！ (VHS)（米妮的聲音）

2001年
- 東京迪士尼樂園 再見迪士尼幻想 (VHS)（米妮的聲音）※2005年9月21日重新發行DVD。

2015年
- 東京迪士尼度假區 Dream For SmileⅡ ～以笑容實現大家的夢想II《摘要版》－特別活動篇、實境秀&巡遊篇（藍光／DVD，2015年2月4日發行）（米妮的聲音）

## 腳註

## 外部連結
- 水谷優子｜青二Production （日語）
- （日語）—WEB THE TELEVISION（日语：ザテレビジョン）
- （日語）—goo人名事典
- 水谷優子 （页面存档备份，存于） （日語）—kotobank
- 水谷優子 （页面存档备份，存于） （日語）—KINENOTE
- 水谷優子 （页面存档备份，存于） （日語）—oricon
- 水谷優子 （页面存档备份，存于） （日語）—MOVIE WALKER PRESS（日语：MOVIE WALKER PRESS）
- 水谷優子 （页面存档备份，存于） （日語）—電影.com（日语：映画.com）
- 水谷優子 （页面存档备份，存于） （日語）—allcinema（日语：allcinema）
- 日本電影數據庫（JMDb）上水谷優子的資料（日語）